# Maszyna zmian
Maszyna zmian – polski serial dla dzieci i młodzieży, powstały w 1995 roku. Reżyserem jest Andrzej Maleszka. Premierowo emitowany od 7 września do 19 października 1995 roku na kanale TVP1, ok. godz. 15:30.
Do sanatorium dla alergików przyjeżdża sześcioro dzieci wraz z opiekunem Filipem i Anną. Podczas zwiedzania dzieci znajdują stary fortepian, w którym się zatrzaskują. Okazuje się, że w środku znajduje się tajemne przejście do podziemi, w którym znajduje się maszyna zmian. Po obejrzeniu wiadomości pozostawionej przez dawnego właściciela dowiadują się, że to urządzenie może zmieniać wszystko w coś, co trudno przewidzieć. Każda przemiana trwa do wieczora, do godziny 21:00.
Serial składa się z dwóch serii, pierwsza liczyła 7 odcinków, a druga 5, tak więc maszyna została użyta w sumie 12 razy. W ostatnim odcinku 1. serii maszyna tonie w Jeziorze. W drugiej serii przedmioty zmienia woda ze studni.

## Obsada
- Ewa Gawryluk − Anna
- January Brunov − Filip
- Beata Żurek − Agata
- Kasia Łuczewska − Julia
- Iza Kołodziej − Tosia
- Krzysztof Nguyen − Jok
- Piotr Budzowski − Mikołaj
- Leszek Knasiecki − Makler
- Władysław Kowalski − Sebastian Mil
- Anna Milewska − bibliotekarka Marianna Drecka
- Basia Borowska − mała Marianka Drecka
- Grażyna Wolszczak − mama Mikołaja
- Piotr Machalica − tata Mikołaja
- Danuta Stenka − mama Tosi
- Cezary Żak − policjant
- Piotr Zelt − aktor
- Katarzyna Bujakiewicz − sprzedawczyni w sklepie z zabawkami
- Wirginia Pietryga − Kamila
- Jolanta Juszkiewicz-Lenartowicz − dyrektorka szkoły, mama Kamili
- Michał Grudziński − woźny w szkole
- Paweł Burczyk − kapelmistrz

## Spis odcinków
| Numer | Data premierowej emisji | Tytuł                | Opis odcinka |
| ----- | ----------------------- | -------------------- | --- |
| 1     | 7 września 1995         | Królik doświadczalny | Grupa dzieci przyjeżdża do sanatorium. W starym pianinie są drzwi do pokoju, w którym jest maszyna zmian. Jako pierwszy wchodzi do niej Filip - opiekun grupy i zamienia się w królika. Czary trwają do godziny 21:00. |
| 2     | 14 września 1995        | Baletnica            | Agata nie umie tańczyć podczas lekcji baletu w prywatnej szkole, do której chodzą także pozostałe dzieci z sanatorium. Agata wkłada baletki do maszyny zmian, co powoduje, że buty zaczynają same tańczyć. |
| 3     | 21 września 1995        | Sobowtór             | Jok wkłada do maszyny lusterko, które zmienia się w sobowtóra Joka. Powoduje to dużo ciekawych sytuacji. Jedynie Julia może zdemaskować sobowtóra. |
| 4     | 28 września 1995        | Odwiedziny           | Zbliża się termin, w którym rodzice dzieci mogą ich odwiedzić. Rodzice Tosi nie mogą przyjechać, ponieważ zepsuł im się samochód. Zrozpaczona dziewczynka postanawia włożyć do maszyny zmian zdjęcie rodziców, lecz powoduje, że Tosia i Mikołaj stają się niewidzialni.                                                                      |
| 5     | 5 października 1995     | Słodkie mandarynki   | Dziewczyny z sanatorium zakochały się w aktorze Cezarym Nowaku. Chłopcy, zazdrośni o względy koleżanek, wkładają do maszyny zmian zdjęcie wycięte z gazety, na której jest przedstawiona piękna kobieta. Maszyna zamienia obrazek w mandarynki. Dzieci nie wiedzą, że każdy, kto zje mandarynki, zakochuje się w pierwszej napotkanej osobie. |
| 6     | 12 października 1995    | Wielka forsa         | W sanatorium zostaje Makler i Tosia. Wkładają do maszyny zmian skarbonkę w kształcie kury. Maszyna zamienia ją w prawdziwą kurę, która znosi niezwykłe jajka. |
| 7     | 19 października 1995    | Ostatni raz          | Bibliotekarka pani Drecka wchodzi do maszyny zmian i zamienia się w małą dziewczynkę. Dzieci pragną, aby zawsze była dziewczynką, dlatego postanawiają zniszczyć maszynę zmian. |